# Регул Санлисский
Регул (Риёль; фр. Rieul, лат. Regulus; умер около 260) — первый епископ Санлиса, святой (память 30 марта).
Святой Регул был греком. Считается, что он, в будущем первый епископ Санлиса, был послан на проповедь христианства в Галлию папой римским Климентом I вместе со святыми Дионисием Парижским, Рустиком Клермонтским и Елевферием Турнейским.

## Источник
- Ökumenisches Heiligenlexikon  (нем.)